# Абди
Абди (на френски: Abdi) е малък град и подпрефектура в източен Чад. 

## Географско местоположение
Градът се намира в източната част на Чад, южно от сезонно пресъхващата река Бата, на надморска височина от 508 метра, в регион Уадаи, недалеч от границата със Судан. Абди е разположен в пуста, хълмиста местност. Градът се намира на около 673 километра североизточно от столицата на страната Нджамена.  
Префектурата Абди включва три кантона (Абди център, Абкер и Биере). Кантон Абкар е икономически и административен център на департамента.

## Климат
Климатът на града се характеризира като горещ полупустинен според климатичната класификация на Кьопен. Средната годишна температура на въздуха е 28 °C. Средната температура на най-студения месец (декември) е 24,7°C, а на най-горещия месец (май) е 31,7°C. Продължителността на валежите е 545 мм. През годината количеството на валежите е неравномерно разпределено, повечето от тях падат в периода от май до октомври. Най-голямо количество валежи падат през август (205 мм).

## Население
В официалното преброяване от 2009 г. населението на Абди е 46 938 (22 076 мъже и 24 862 жени). Населението на подпрефектура е разпределено по възрастов диапазон, както следва: 54,2% са жители на възраст под 15 години, 41,1% са на възраст между 15 и 59 години и 4,7% са на възраст 60 и повече години.

## Транспорт
Най-близкото летище се намира в град Аде.
- Статистика и карти